# مارینا سانکو
مارینا سانکو (انگلیسی: Marina Saenko؛ زادهٔ ۱ مهٔ ۱۹۷۵) بازیکن فوتبال اهل روسیه است.
وی همچنین در تیم ملی فوتبال زنان روسیه بازی کرده‌است.